# Симеони, Эдмон
Эдмон Симеони (фр. Edmond Simeoni; 6 августа 1934 — 14 декабря 2018) — региональный французский политик, один из известных идеологов националистического движения на Корсике, по специальности — врач гастроэнтеролог.

## Биография
Как лидер партии Аксьон Режьоналист Корсикэн (ARC) был участником вооруженного столкновения с полицией в Алерии в мае 1975 года, ставшего начальным событием витка конфронтации, связанного с сепаратистским движением на Корсике. В результате подавления протестной акции корсиканцев погибли два жандарма. Партия ARC была запрещена, а Э.Симиони — арестован. В день суда над ним на Корсике был совершён 21 взрыв. Выйдя из заключения Симеони стал постоянным участником политического процесса на Корсике.